# Federal Union of European Nationalities
Federal Union of European Nationalities (FUEN) är en internationell organisation som grundades 1949, samtidigt som Europarådet. 2007 fanns 84 medlemsorganisationer som representerade etniska, språkliga och nationella minoriteter i Europa. Organisationen har officiell status (Participatory status) som icke-statlig organisation (NGO) hos Europarådet och hos FN (Consultative status) samt deltar i OSSE:s arbete kring minoritetsfrågor. Organisationens ordförande är Loránt Vincze.